# Траян (комуна, Олт)
Траян (рум. Traian) — комуна у повіті Олт в Румунії. До складу комуни входить єдине село Траян.
Комуна розташована на відстані 138 км на захід від Бухареста, 45 км на південь від Слатіни, 61 км на південний схід від Крайови.

## Населення
За даними перепису населення 2002 року у комуні проживали 3480 осіб, усі — румуни. Усі жителі комуни рідною мовою назвали румунську.
Склад населення комуни за віросповіданням:
| Релігія       | Кількість осіб | Відсоток |
| ------------- | -------------- | -------- |
| православні   | 3473           | 99,8%    |
| адвентисти    | 2              | 0,1%     |
| римо-католики | 1              | < 0,1%   |

## Зовнішні посилання
- Дані про комуну Траян на сайті Ghidul Primăriilor